# Festival Effet Graff
Le Festival Effet Graff est une manifestation culturelle d'arts visuels, créé en 2013, qui a lieu chaque année dans les villes du Bénin.
L'événement réunit des artistes venant de plusieurs pays.

## Historique
En 2008, Mr Stone fait la rencontre de Seencelor. Ils sont rejoints ensuite par Dr Mario et forment un trio appelé les « frères d'arts ». C'est au cours du Festival ReGraff que l'idée d'un projet de valorisation d'arts urbains germe à travers leurs collaborations.
Le festival Effet Graff est créé en septembre 2013 par Laurenson Djihouessi. Le projet voit le jour sous l’Association ASSART avec des artistes graffeurs désireux de rendre l’art accessible à tous grâce à la promotion des cultures urbaines.
À partir de 2021[source insuffisante], le déroulement du festival est soumis à autorisation du gouvernement lors du conseil des ministres.

## Éditions
Les premières éditions :
La cinquième édition, organisée du 18 au 28 février 2019, voit participer 30 artistes qui parcourent les villes de Cotonou, Comè, Ouidah et Grand-Popo. Durant toute la durée du festival, les graffeurs peignent dans les villes sous le thème, Peindre l’histoire de nos héros modernes,.
Pour la sixième édition, le Festival conduit par l'artiste Mr Stone se déroule du 20 février au 3 mars 2020. Les villes de Dassa, Parakou et Cotonou accueillent cette édition. Les graffeurs offrent au public du "light painting", de l’art plastique, du body painting et des graffiti.
La septième édition a pour thème : "Bénin, Patrimoine et potentiels". Elle se déroule du 12 au 21 février 2021. Les graffeurs établissent un record de 2 000 m2 sur une longueur de 940 m de fresques murales sur le mur du patrimoine à Cotonou,.
La huitième édition se déroule du 11 avril au 12 mai 2022,,. La Galerie Nationale du Bénin accueille la cérémonie de lancement le 11 avril 2022 ; l’édition a pour thème « The new Benin, mur du port ».